# Quimiostato

Esquema simples de um biorreator em modo quimiostato, apresentando entrada (alimentação) e saída (efluente)

Um quimiostato (de ambiente químico que é estático) é um biorreator ao qual um meio de cultura fresco (novo) é continuamente adicionado, enquanto líquido de cultura é continuamente removido para manter o volume de cultura constante. Pela mudança da taxa com a qual o meio é adicionado ao biorreator a taxa de crescimento dos microorganismos pode ser facilmente controlada.